# Медан
Меда́н (индон. Medan) — административный центр провинции Северная Суматра, Индонезия. Самый крупный город на Суматре и четвёртый по населению в Индонезии после Джакарты, Сурабаи и Бандунга. Расположен на севере провинции, в центре города находится бывший международный аэропорт Полония, западнее международный аэропорт Куаланаму, на севере — крупный порт Белаван.
Официальная дата основания Медана — 1 июля 1590 года.

## История
Медан начал развиваться ещё будучи деревней под названием Кампунг Медан (Деревня Медан). Город основан был в 1590 году раджей Гуру Патимпусом. Первыми поселенцами Медана были батаки — потомки протомалайцев, коренное население Северной Суматры. До 1860-х Медан развивался медленно, затем голландские колонисты, завоевавшие в 1872 Медан у местного султаната Дели, начали очищать землю под плантации табака. Медан быстро стал административным центром и центром коммерческой деятельности, определяющим развитие западной части Индонезии.
В 1915 году Медан официально стал столицей провинции Северная Суматра, а официальный статус города получил в 1918 году.

## Достопримечательности
- Масджид Райа (Великая мечеть)
- Истана Маймун (Дворец султана)

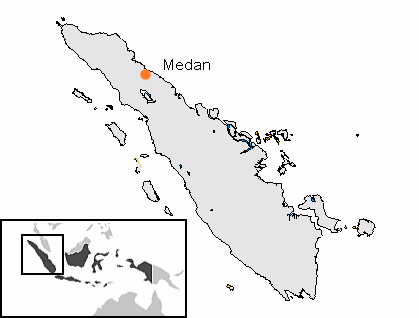

- Протестантская церковь Спасителя Эммануила (1921)
- Католическая церковь Пресвятой Девы Марии
- Православный храм Сергия Радонежского
- Букит Кубу (Краеведческий музей)
- Вихара Гунунг Тимур (Китайский храм)

## Население
В Медане проживает более 2 миллионов человек.
«Медан» на индонезийском и малайском означает поле, однако слово пришло из языка батаков-каро, и оно означает «хороший», «здоровый».
Население Медана имеет смешанный этнический и религиозный состав. Он известен в Индонезии как родина батаков, хотя памятники этой народности разбросаны по всей северной Суматре. Кроме того, в городе проживает большая этническая группа яванцев, в основном, выходцев с острова Ява, переселившихся сюда в XX веке в результате правительственной внутренней миграционной политики, имеющей целью расселения перенаселённого острова Ява.

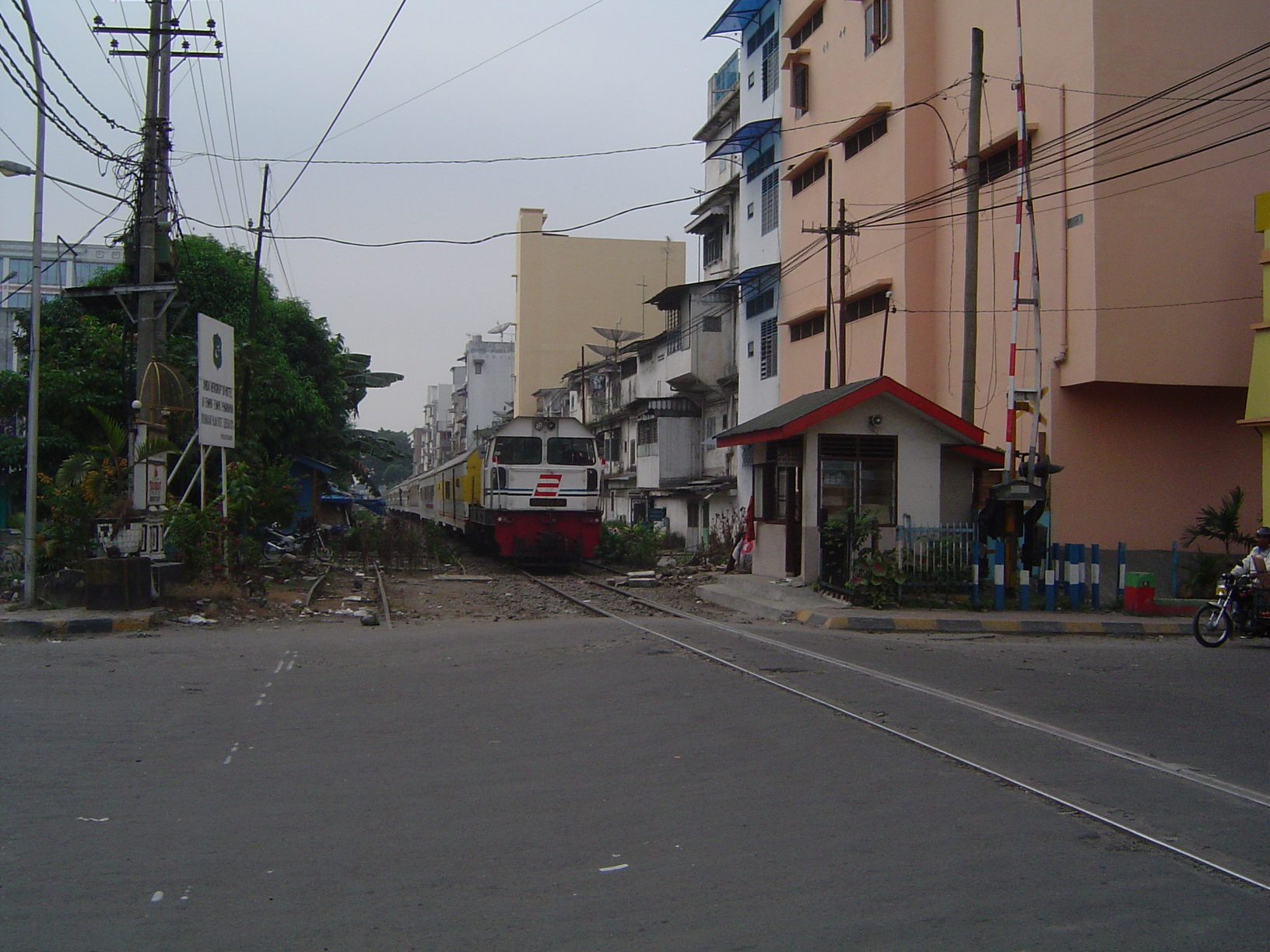
Железная дорога в городе

Китайцы, проживающие в Медане, контролируют значительную часть бизнеса в городе. Помимо них имеется значительная доля тамильцев. Помимо государственного индонезийского, в Медане говорят на яванском, тамильском, меданском хокло, севернокитайском, чаошаньском, кантонском и английском языках.
В Медане проживают христиане, мусульмане, буддисты и даосисты.

## Известные персоналии
- Мамун Аль Рашид Перкаса Аламья

## Города-побратимы
- Пенанг, Малайзия (1984)
- Итикава, Япония (1989)
- Кванджу, Южная Корея (1997)
- Чэнду, Китай